# 三賞

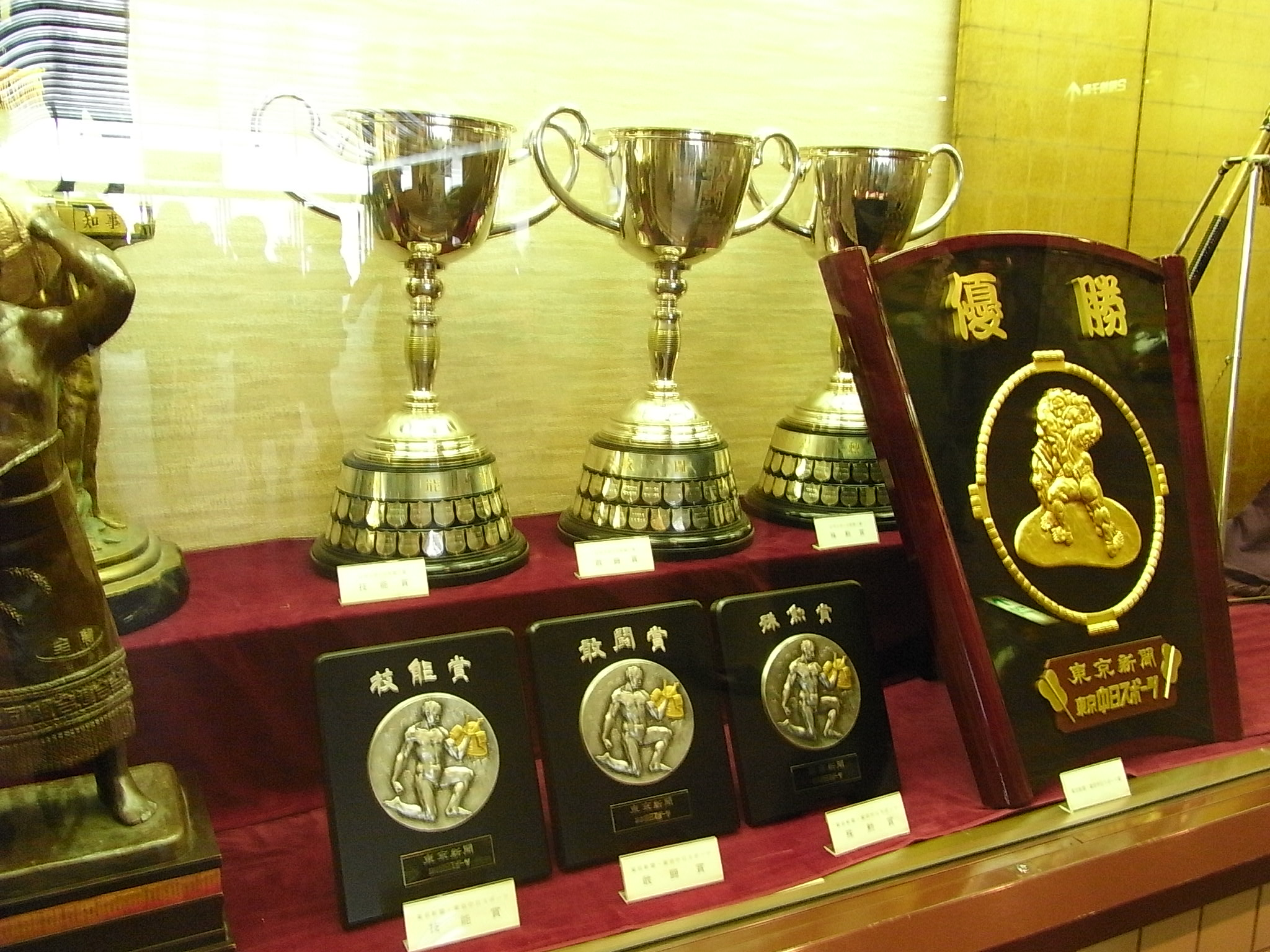
三賞（殊勲賞、敢闘賞、技能賞）（2009年4月29日撮影）

三賞（さんしょう）とは、一般には各業界における三種類の賞の総称を指す。
本記事で記述する三賞は、大相撲の本場所において、成績優秀な関脇以下の幕内力士に贈られる三種類の賞の総称である。

## 概要
戦後の混乱期に直面した相撲の発展を促進するため、1947年（昭和22年）秋場所前、記者倶楽部会合の席上で、東京新聞の原三郎が提案したものが協会幹部に認められ導入となった。
殊勲賞（しゅくんしょう）・敢闘賞（かんとうしょう）・技能賞（ぎのうしょう）の3つが当初から制定された。1947年（昭和22年）11月場所から実施され、第1号の受賞者は殊勲・出羽錦忠雄、敢闘・輝昇勝彦、技能・増位山大志郎である。
当初は、各賞1名ずつが原則であったが、1949年10月場所に鏡里が殊勲・敢闘の両賞を受賞、1957年10月場所には初めて技能賞に該当者なしが出現、さらに1971年11月場所には敢闘賞が輪島・富士櫻の2人受賞、1973年7月場所には大受が全賞受賞、1996年1月場所には敢闘賞が貴闘力・剣晃・玉春日の3人受賞、一方2018年9月場所では三賞いずれも該当者なしと、受賞の様態は時代に沿って変化を見せている。
かつては巡業においても稽古報奨金としての三賞制度が存在しており、実際に1995年春巡業から「巡業三賞」が設けられた。関脇以下の力士を対象に最優秀賞（30万円）精勤賞（20万円）努力賞（10万円）が規定されていたが、1997年夏巡業からは優秀賞のみに改定され、1999年春巡業からは企業がスポンサーとなり、2001年冬巡業を最後に廃止された。
なお、これから派生して他の大会でも殊勲・敢闘・技能の三賞を設けることがある。
三賞受賞力士の表彰式は優勝力士の表彰後に行われる。

## 三賞の内容
協会の定める三賞選考委員会内規第8項により定められる。

### 殊勲賞
横綱・大関から白星を挙げた力士や優勝に関わる白星を挙げた力士に与えられる。仮に優勝した力士が14勝1敗の成績だったとすると、優勝力士に唯一の土を付けた力士が評価されて受賞対象となることもある。例として、2008年5月場所で大関・琴欧洲が14勝1敗で初優勝を果たしたが、その琴欧洲に唯一の黒星を付けた安美錦が殊勲賞を受賞している。2009年から2013年頃にかけては朝青龍・白鵬と強い横綱の活躍が続いていたことから金星を獲得できる力士が少ないこと、金星を得ることができても勝ち越しを収められるまでには至らないこと、横綱と大関との力の差が開いて大関に勝った星の価値が下がっていることなどから、該当者なしの場所が多くなっていた。2009年は史上初めて年6場所通じて該当者が出なかった。また、関脇以下の力士が優勝した場合にも受賞することがある。
1992年5月場所の曙の場合は大関・横綱戦未勝利での受賞となったが、これはまだ三賞の該当基準が確立されていなかった1947年11月場所の出羽錦以来となる珍事であった。
後に横綱・大関に昇進する力士が平幕・三役時代に受賞を経験することが多いが、第74代横綱豊昇龍は対横綱戦での勝利経験がないため、殊勲賞は受賞したことがない。
相撲以外にも「殊勲賞」という言葉は使われる。

### 敢闘賞
敢闘精神旺盛な力士に与えられる。「敢闘精神」の定義は広く解釈されていて、殊勲賞にも、技能賞にも該当させにくい好成績を挙げた力士（例えば関脇以下での優勝や優勝同点、そうでなくても最終盤まで優勝争いに絡んだ場合）、新進力士やベテラン力士に対する奨励の意味で与えられることもある。三賞の中でも最も幅広く受賞者が出ている。作家の喜多哲士は自身のウェブサイトの1コーナー「大相撲小言場所」で2020年1月場所の感想として「霧馬山の敢闘賞に異論はないけれど、新入幕で二桁勝てば自動的に敢闘賞というような選び方はいかがなものか」と意見していた。
2023年7月場所は、6人の候補者が挙げられ、2人が無条件、4人が千秋楽の勝利が条件とされていたが4人とも勝利したことにより、史上初となる1場所で6人同時受賞となった。

### 技能賞
技能が特に優秀な力士に与えられる。決まり手の数が豊富な力士や奇手を繰り出す力士が受賞する傾向が強く、この賞を与えられることは、幕内で個性派として認められる証だとされる。そのため同じ力士が何度も受賞する場合が多い。一方で、寄り、押し、立合いなどの基本の型に忠実である力士に与えられることもあり、がぶり一辺倒の取り口で知られた荒勢はただ1回とはいえ「がぶりも技術の一つである」と一芸が認められる形で1977年9月場所に技能賞を獲得している。その一方で、「潜航艇」と呼ばれた岩風や、サーカス相撲で知られた栃赤城は、三役に定着する実力を持ち充分個性派として土俵を湧かせた力士でありながら一度も受賞していない。2013年1月場所から2016年3月場所にかけて受賞が極端に少なくなっており、この間の20場所でわずか5度(4人)のみであった。2021年1月場所は、3人の候補者が挙げられ、いずれも千秋楽の勝利が条件とされていたが3人とも勝利したことにより、史上初となる1場所で3人同時受賞となった。。

## 三賞選考委員会
三賞選考委員会は千秋楽の幕内取組前に（通例午後1時から）記者クラブで行われる。
委員は日本相撲協会の審判委員と維持員、記者の中から理事長が委嘱し、任期は1年、定員は45人以内である（三賞選考委員会内規第1~3項）。各出席者が三賞にふさわしい力士を推薦し、討議の末、出席者の過半数の賛成を得られれば受賞が決定する（三賞選考委員会内規第6項）。また、選考の結果各賞に該当者が見当たらない場合は賞を選出しないことができる（三賞選考委員会内規第9項）。1989年5月場所までは、三賞選考委員会に先立って14日目の取組前に「三賞選考予備会」が行われ、三賞候補をあらかじめ挙げたうえで千秋楽に選考委員会を開いていた。
受賞には勝ち越しが前提条件であり、その上で何より相撲内容が審査される。勝星数の優劣は副次的な評価に留まるため、8勝7敗で受賞した力士も多数存在する。一方、近年は10勝しても受賞できないケースが多い。
選考に際し、「千秋楽の取組に勝った場合」などの条件付きになることもある。特に前述の「勝ち越しが絶対条件」により、三賞受賞候補者の千秋楽の取組前の成績が7勝7敗の場合は必ず「勝てば受賞」という条件付となる。また、三賞受賞候補者同士の対戦が千秋楽に組まれている場合には両者とも勝てば受賞という条件付として実質的な三賞決定戦という形となったこともある。
なお皆勤は要件として規定されていないが、途中休場力士の受賞例は長らくなかった。2015年3月場所では勝ち越し後の11日目より休場し8勝3敗4休の安美錦が技能賞の候補にあがったが、投票の末見送られ、この場所は技能賞なしとなった。2019年1月場所では8勝4敗3休（安美錦の例とは異なり、再出場して勝ち越し）の御嶽海が殊勲賞を獲得した。
黒姫山は、白星数を評価しない三賞選考基準を見直すべきだと協会定年退職後に意見しており、三賞に見合うだけの活躍力士3人を先に決定してからその後に殊勲賞、敢闘賞、技能賞のそれぞれの賞に当てはめるやり方にすべきではと話していた。二桁勝利を挙げた新入幕力士は1975年11月場所の青葉山以降必ず三賞を受賞してきたが、2007年から2011年にかけては10勝では受賞できず、11勝以上が条件とされることが多くなっていた。

## 賞金
2019年1月場所現在の賞金額は、各賞それぞれ200万円である。1人が複数の賞を受賞（後述）した場合は、ダブル受賞であれば400万円、トリプル受賞であれば600万円が支給される。また、1つの賞に複数の力士が選ばれることもあるが、この場合も各力士それぞれに200万円が支給される。

## 主な記録
- 最多三賞受賞数 安芸乃島勝巳 19回（殊勲賞7回、敢闘賞8回、技能賞4回）
- 三賞最年少受賞 貴乃花光司 18歳3か月（平成3年3月場所）
- 三賞最年長受賞 玉鷲一朗 40歳8か月（令和7年7月場所）
- 初三賞受賞最速場所数 伯桜鵬哲也 4場所（令和5年7月場所）
- 初三賞受賞スロー場所数 錦木徹也 103場所（令和5年7月場所）
- 最多三賞受賞人数　7人（延べ8人）（殊勲賞1人、敢闘賞6人、技能賞1人）（令和5年7月場所）

- 殊勲賞最多受賞 朝潮太郎、魁皇博之 10回
- 敢闘賞最多受賞 貴闘力忠茂 10回
- 技能賞最多受賞 鶴ヶ嶺昭男 10回

### 平成の受賞
| 年                  | 場所          | 殊勲賞                      | 敢闘賞                             | 技能賞                  |
| ------------------- | ------------- | --------------------------- | ---------------------------------- | ----------------------- |
| 1989年 （平成元年） | 1月（初）     | 寺尾常史                    | 旭道山和泰                         | 逆鉾昭廣                |
| 1989年 （平成元年） | 3月（春）     | 板井圭介                    | 安芸ノ島勝巳 益荒雄宏夫            | 板井圭介                |
| 1989年 （平成元年） | 5月（夏）     | 霧島一博                    | 恵那櫻徹                           | 該当力士なし            |
| 1989年 （平成元年） | 7月（名古屋） | 該当力士なし                | 琴ヶ梅剛史 太寿山忠明              | 寺尾常史                |
| 1989年 （平成元年） | 9月（秋）     | 該当力士なし                | 寺尾常史                           | 琴ヶ梅剛史              |
| 1989年 （平成元年） | 11月（九州）  | 両国梶之助                  | 水戸泉政人                         | 霧島一博                |
| 1990年 （平成2年）  | 1月（初）     | 霧島一博                    | 栃乃和歌清隆                       | 該当力士なし            |
| 1990年 （平成2年）  | 3月（春）     | 霧島一博 安芸ノ島勝巳       | 両国梶之助                         | 霧島一博                |
| 1990年 （平成2年）  | 5月（夏）     | 安芸ノ島勝巳                | 琴錦功宗 孝乃富士忠雄              | 安芸ノ島勝巳            |
| 1990年 （平成2年）  | 7月（名古屋） | 琴錦功宗                    | 安芸ノ島勝巳 春日富士晃大          | 該当力士なし            |
| 1990年 （平成2年）  | 9月（秋）     | 琴錦功宗                    | 貴闘力忠茂                         | 該当力士なし            |
| 1990年 （平成2年）  | 11月（九州）  | 琴錦功宗 安芸ノ島勝巳       | 曙太郎                             | 琴錦功宗                |
| 1991年 （平成3年）  | 1月（初）     | 曙太郎                      | 巴富士俊英                         | 琴錦功宗                |
| 1991年 （平成3年）  | 3月（春）     | 曙太郎 貴闘力忠茂           | 貴花田光司                         | 貴花田光司              |
| 1991年 （平成3年）  | 5月（夏）     | 貴花田光司                  | 貴闘力忠茂 安芸ノ島勝巳            | 該当力士なし            |
| 1991年 （平成3年）  | 7月（名古屋） | 貴花田光司                  | 貴闘力忠茂 琴富士孝也              | 貴花田光司              |
| 1991年 （平成3年）  | 9月（秋）     | 若花田勝                    | 栃乃和歌清隆 琴錦功宗              | 若花田勝 舞の海秀平     |
| 1991年 （平成3年）  | 11月（九州）  | 琴錦功宗                    | 武蔵丸光洋                         | 舞の海秀平              |
| 1992年 （平成4年）  | 1月（初）     | 曙太郎 貴花田光司           | 曙太郎 貴花田光司                  | 若花田勝 貴花田光司     |
| 1992年 （平成4年）  | 3月（春）     | 栃乃和歌清隆 安芸ノ島勝巳   | 安芸ノ島勝巳                       | 栃乃和歌清隆            |
| 1992年 （平成4年）  | 5月（夏）     | 曙太郎                      | 三杉里公似                         | 若花田勝                |
| 1992年 （平成4年）  | 7月（名古屋） | 旭道山和泰                  | 水戸泉政人                         | 武蔵丸光洋              |
| 1992年 （平成4年）  | 9月（秋）     | 貴花田光司                  | 旭道山和泰 大翔鳳昌巳              | 該当力士なし            |
| 1992年 （平成4年）  | 11月（九州）  | 該当力士なし                | 琴別府要平                         | 琴錦功宗                |
| 1993年 （平成5年）  | 1月（初）     | 該当力士なし                | 若翔洋俊一 大翔山直樹              | 若花田勝                |
| 1993年 （平成5年）  | 3月（春）     | 若花田勝 旭道山和泰         | 若翔洋俊一                         | 若花田勝                |
| 1993年 （平成5年）  | 5月（夏）     | 若ノ花勝                    | 貴ノ浪貞博                         | 貴闘力忠茂              |
| 1993年 （平成5年）  | 7月（名古屋） | 安芸ノ島勝巳                | 琴錦功宗                           | 若ノ花勝                |
| 1993年 （平成5年）  | 9月（秋）     | 該当力士なし                | 久島海啓太                         | 智ノ花伸哉 舞の海秀平   |
| 1993年 （平成5年）  | 11月（九州）  | 武蔵丸光洋                  | 小城錦康年                         | 智ノ花伸哉              |
| 1994年 （平成6年）  | 1月（初）     | 武双山正士                  | 貴ノ浪貞博                         | 武蔵丸光洋              |
| 1994年 （平成6年）  | 3月（春）     | 魁皇博之                    | 寺尾常史 貴闘力忠茂                | 琴錦功宗 小城錦康年     |
| 1994年 （平成6年）  | 5月（夏）     | 寺尾常史                    | 貴闘力忠茂                         | 舞の海秀平              |
| 1994年 （平成6年）  | 7月（名古屋） | 濱ノ嶋啓志                  | 貴闘力忠茂                         | 舞の海秀平              |
| 1994年 （平成6年）  | 9月（秋）     | 武双山正士 琴稲妻佳弘       | 武双山正士                         | 該当力士なし            |
| 1994年 （平成6年）  | 11月（九州）  | 該当力士なし                | 浪乃花教天                         | 該当力士なし            |
| 1995年 （平成7年）  | 1月（初）     | 魁皇博之                    | 安芸乃島勝巳 大翔鳳昌巳            | 該当力士なし            |
| 1995年 （平成7年）  | 3月（春）     | 寺尾常史                    | 安芸乃島勝巳                       | 該当力士なし            |
| 1995年 （平成7年）  | 5月（夏）     | 武双山正士                  | 武双山正士                         | 該当力士なし            |
| 1995年 （平成7年）  | 7月（名古屋） | 琴錦玄教 剣晃敏志           | 琴の若實哉                         | 武双山正士              |
| 1995年 （平成7年）  | 9月（秋）     | 魁皇博之                    | 琴稲妻佳弘 土佐ノ海敏生            | 琴錦玄教                |
| 1995年 （平成7年）  | 11月（九州）  | 土佐ノ海敏生                | 魁皇博之 湊富士孝行                | 土佐ノ海敏生            |
| 1996年 （平成8年）  | 1月（初）     | 魁皇博之                    | 貴闘力忠茂 剣晃敏志 玉春日良二     | 該当力士なし            |
| 1996年 （平成8年）  | 3月（春）     | 旭豊勝照                    | 琴の若實哉                         | 武双山正士              |
| 1996年 （平成8年）  | 5月（夏）     | 魁皇博之                    | 該当力士なし                       | 玉春日良二              |
| 1996年 （平成8年）  | 7月（名古屋） | 魁皇博之 琴の若實哉         | 貴闘力忠茂                         | 該当力士なし            |
| 1996年 （平成8年）  | 9月（秋）     | 該当力士なし                | 貴闘力忠茂 旭豊勝照                | 琴錦功宗                |
| 1996年 （平成8年）  | 11月（九州）  | 土佐ノ海敏生                | 魁皇博之 栃東大裕                  | 該当力士なし            |
| 1997年 （平成9年）  | 1月（初）     | 土佐ノ海敏生                | 琴龍宏央                           | 旭鷲山昇                |
| 1997年 （平成9年）  | 3月（春）     | 魁皇博之                    | 玉春日良二 出島武春                | 出島武春                |
| 1997年 （平成9年）  | 5月（夏）     | 玉春日良二                  | 土佐ノ海敏生 栃東大裕              | 小城錦康年              |
| 1997年 （平成9年）  | 7月（名古屋） | 貴闘力忠茂                  | 栃乃洋泰一                         | 栃東大裕                |
| 1997年 （平成9年）  | 9月（秋）     | 出島武春                    | 栃乃洋泰一                         | 栃東大裕 出島武春       |
| 1997年 （平成9年）  | 11月（九州）  | 該当力士なし                | 武双山正士                         | 該当力士なし            |
| 1998年 （平成10年） | 1月（初）     | 栃東大裕                    | 武双山正士                         | 琴錦功宗                |
| 1998年 （平成10年） | 3月（春）     | 魁皇博之                    | 土佐ノ海敏生 蒼樹山秀樹            | 千代大海龍二            |
| 1998年 （平成10年） | 5月（夏）     | 琴錦功宗 小城錦康年         | 出島武春 若の里忍                  | 安芸乃島勝巳            |
| 1998年 （平成10年） | 7月（名古屋） | 出島武春                    | 琴の若實哉                         | 千代大海龍二            |
| 1998年 （平成10年） | 9月（秋）     | 琴ノ若將勝                  | 該当力士なし                       | 千代大海龍二            |
| 1998年 （平成10年） | 11月（九州）  | 琴錦功宗                    | 土佐ノ海敏生                       | 琴錦功宗 栃東大裕       |
| 1999年 （平成11年） | 1月（初）     | 千代大海龍二 武双山正士     | 千代大海龍二 千代天山大八郎        | 安芸乃島勝巳            |
| 1999年 （平成11年） | 3月（春）     | 安芸乃島勝巳                | 雅山哲士 千代天山大八郎            | 該当力士なし            |
| 1999年 （平成11年） | 5月（夏）     | 土佐ノ海敏生 千代天山大八郎 | 魁皇博之                           | 若の里忍                |
| 1999年 （平成11年） | 7月（名古屋） | 出島武春                    | 出島武春 土佐ノ海敏生              | 出島武春                |
| 1999年 （平成11年） | 9月（秋）     | 栃東大裕                    | 安芸乃島勝巳                       | 安芸乃島勝巳            |
| 1999年 （平成11年） | 11月（九州）  | 土佐ノ海敏生                | 魁皇博之                           | 栃東大裕                |
| 2000年 （平成12年） | 1月（初）     | 武双山正士 雅山哲士         | 隆乃若勇紀 旭天鵬勝                | 武双山正士              |
| 2000年 （平成12年） | 3月（春）     | 貴闘力忠茂                  | 貴闘力忠茂 雅山哲士                | 武双山正士              |
| 2000年 （平成12年） | 5月（夏）     | 魁皇博之                    | 魁皇博之 栃乃花仁 雅山哲士         | 栃乃花仁                |
| 2000年 （平成12年） | 7月（名古屋） | 魁皇博之                    | 高見盛精彦 安美錦竜児              | 栃東大裕                |
| 2000年 （平成12年） | 9月（秋）     | 該当力士なし                | 若の里忍                           | 追風海直飛人 栃乃花仁   |
| 2000年 （平成12年） | 11月（九州）  | 琴光喜啓司 若の里忍         | 琴光喜啓司                         | 琴光喜啓司              |
| 2001年 （平成13年） | 1月（初）     | 若の里忍                    | 和歌乃山洋                         | 栃乃洋泰一              |
| 2001年 （平成13年） | 3月（春）     | 栃乃洋泰一 栃東大裕         | 玉乃島新                           | 琴光喜啓司              |
| 2001年 （平成13年） | 5月（夏）     | 朝青龍明徳                  | 該当力士なし                       | 琴光喜啓司              |
| 2001年 （平成13年） | 7月（名古屋） | 若の里忍                    | 玉乃島新                           | 時津海正博 栃東大裕     |
| 2001年 （平成13年） | 9月（秋）     | 琴光喜啓司                  | 朝青龍明徳                         | 琴光喜啓司 海鵬涼至     |
| 2001年 （平成13年） | 11月（九州）  | 該当力士なし                | 朝青龍明徳 若の里忍 武雄山喬義     | 栃東大裕                |
| 2002年 （平成14年） | 1月（初）     | 該当力士なし                | 武雄山喬義                         | 時津海正博 琴光喜啓司   |
| 2002年 （平成14年） | 3月（春）     | 朝青龍明徳                  | 隆乃若勇紀                         | 安美錦竜児              |
| 2002年 （平成14年） | 5月（夏）     | 朝青龍明徳                  | 北勝力英樹                         | 旭鷲山昇                |
| 2002年 （平成14年） | 7月（名古屋） | 朝青龍明徳 土佐ノ海敏生     | 霜鳥典雄                           | 高見盛精彦              |
| 2002年 （平成14年） | 9月（秋）     | 該当力士なし                | 琴光喜啓司                         | 該当力士なし            |
| 2002年 （平成14年） | 11月（九州）  | 該当力士なし                | 隆乃若勇紀 貴ノ浪貞博 岩木山竜太   | 該当力士なし            |
| 2003年 （平成15年） | 1月（初）     | 該当力士なし                | 若の里忍 春日王克昌                | 該当力士なし            |
| 2003年 （平成15年） | 3月（春）     | 該当力士なし                | 旭天鵬勝                           | 高見盛精彦              |
| 2003年 （平成15年） | 5月（夏）     | 旭鷲山昇                    | 旭天鵬勝                           | 安美錦竜児              |
| 2003年 （平成15年） | 7月（名古屋） | 高見盛精彦                  | 該当力士なし                       | 時津海正博              |
| 2003年 （平成15年） | 9月（秋）     | 若の里忍                    | 高見盛精彦 旭天鵬勝                | 岩木山竜太              |
| 2003年 （平成15年） | 11月（九州）  | 栃乃洋泰一 土佐ノ海敏生     | 玉乃島新                           | 該当力士なし            |
| 2004年 （平成16年） | 1月（初）     | 該当力士なし                | 琴光喜啓司                         | 垣添徹                  |
| 2004年 （平成16年） | 3月（春）     | 朝赤龍太郎                  | 琴ノ若晴將                         | 朝赤龍太郎              |
| 2004年 （平成16年） | 5月（夏）     | 北勝力英樹                  | 北勝力英樹 白鵬翔                  | 玉乃島新                |
| 2004年 （平成16年） | 7月（名古屋） | 該当力士なし                | 豊桜保勝                           | 該当力士なし            |
| 2004年 （平成16年） | 9月（秋）     | 栃乃洋泰一                  | 琴ノ若晴將 露鵬幸生                | 該当力士なし            |
| 2004年 （平成16年） | 11月（九州）  | 白鵬翔                      | 琴欧州勝紀                         | 若の里忍                |
| 2005年 （平成17年） | 1月（初）     | 該当力士なし                | 該当力士なし                       | 白鵬翔                  |
| 2005年 （平成17年） | 3月（春）     | 該当力士なし                | 玉乃島新                           | 海鵬涼至 安馬公平       |
| 2005年 （平成17年） | 5月（夏）     | 該当力士なし                | 普天王水 旭鷲山昇                  | 琴光喜啓司              |
| 2005年 （平成17年） | 7月（名古屋） | 琴欧州勝紀                  | 黒海太                             | 普天王水                |
| 2005年 （平成17年） | 9月（秋）     | 該当力士なし                | 稀勢の里寛 琴欧州勝紀              | 該当力士なし            |
| 2005年 （平成17年） | 11月（九州）  | 琴欧州勝紀                  | 琴欧州勝紀 雅山哲士 栃乃花仁       | 時天空慶晃              |
| 2006年 （平成18年） | 1月（初）     | 白鵬翔                      | 北勝力英樹                         | 時津海正博              |
| 2006年 （平成18年） | 3月（春）     | 白鵬翔                      | 旭鷲山昇                           | 白鵬翔 安馬公平         |
| 2006年 （平成18年） | 5月（夏）     | 雅山哲士                    | 朝赤龍太郎 把瑠都凱斗              | 雅山哲士                |
| 2006年 （平成18年） | 7月（名古屋） | 該当力士なし                | 玉乃島新                           | 玉春日良二              |
| 2006年 （平成18年） | 9月（秋）     | 稀勢の里寛                  | 安馬公平                           | 安美錦竜児              |
| 2006年 （平成18年） | 11月（九州）  | 該当力士なし                | 豊真将紀行                         | 豊真将紀行 琴奨菊和弘   |
| 2007年 （平成19年） | 1月（初）     | 該当力士なし                | 豊ノ島大樹                         | 豊ノ島大樹              |
| 2007年 （平成19年） | 3月（春）     | 該当力士なし                | 栃煌山雄一郎                       | 豊真将紀行              |
| 2007年 （平成19年） | 5月（夏）     | 安美錦竜児                  | 出島武春                           | 朝赤龍太郎              |
| 2007年 （平成19年） | 7月（名古屋） | 安美錦竜児                  | 琴光喜啓司 豊響隆太                | 琴光喜啓司              |
| 2007年 （平成19年） | 9月（秋）     | 安馬公平 豊ノ島大樹         | 豪栄道豪太郎 旭天鵬勝              | 該当力士なし            |
| 2007年 （平成19年） | 11月（九州）  | 安馬公平                    | 把瑠都凱斗                         | 琴奨菊和弘              |
| 2008年 （平成20年） | 1月（初）     | 稀勢の里寛 安馬公平         | 豪風旭                             | 鶴竜力三郎              |
| 2008年 （平成20年） | 3月（春）     | 琴奨菊和弘                  | 把瑠都凱斗 黒海太                  | 栃煌山雄一郎            |
| 2008年 （平成20年） | 5月（夏）     | 安美錦竜児                  | 稀勢の里寛 豊ノ島大樹              | 安馬公平                |
| 2008年 （平成20年） | 7月（名古屋） | 豊ノ島大樹                  | 豊響隆太                           | 安馬公平                |
| 2008年 （平成20年） | 9月（秋）     | 安馬公平                    | 豪栄道豪太郎                       | 該当力士なし            |
| 2008年 （平成20年） | 11月（九州）  | 安美錦竜児                  | 嘉風雅継                           | 安馬公平                |
| 2009年 （平成21年） | 1月（初）     | 該当力士なし                | 豊真将紀行                         | 豪栄道豪太郎            |
| 2009年 （平成21年） | 3月（春）     | 該当力士なし                | 豊真将紀行                         | 鶴竜力三郎              |
| 2009年 （平成21年） | 5月（夏）     | 該当力士なし                | 稀勢の里寛                         | 鶴竜力三郎              |
| 2009年 （平成21年） | 7月（名古屋） | 該当力士なし                | 翔天狼大士                         | 安美錦竜児              |
| 2009年 （平成21年） | 9月（秋）     | 該当力士なし                | 把瑠都凱斗                         | 鶴竜力三郎              |
| 2009年 （平成21年） | 11月（九州）  | 該当力士なし                | 雅山哲士 栃ノ心剛                  | 豊ノ島大樹              |
| 2010年 （平成22年） | 1月（初）     | 把瑠都凱斗                  | 豊響隆太                           | 安美錦竜児              |
| 2010年 （平成22年） | 3月（春）     | 該当力士なし                | 把瑠都凱斗                         | 把瑠都凱斗              |
| 2010年 （平成22年） | 5月（夏）     | 該当力士なし                | 栃ノ心剛 阿覧欧虎                  | 該当力士なし            |
| 2010年 （平成22年） | 7月（名古屋） | 該当力士なし                | 阿覧欧虎 豊真将紀行                | 鶴竜力三郎              |
| 2010年 （平成22年） | 9月（秋）     | 該当力士なし                | 嘉風雅継 豪風旭                    | 栃煌山雄一郎            |
| 2010年 （平成22年） | 11月（九州）  | 稀勢の里寛                  | 豊ノ島大樹                         | 豊ノ島大樹              |
| 2011年 （平成23年） | 1月（初）     | 稀勢の里寛                  | 隠岐の海歩                         | 琴奨菊和弘              |
| 2011年 （平成23年） | 3月（春）     | 開催中止                    | 開催中止                           | 開催中止                |
| 2011年 （平成23年） | 5月技量審査   | 該当力士なし                | 栃ノ心剛 魁聖一郎                  | 鶴竜力三郎 豪栄道豪太郎 |
| 2011年 （平成23年） | 7月（名古屋） | 琴奨菊和弘                  | 豊真将紀行                         | 該当力士なし            |
| 2011年 （平成23年） | 9月（秋）     | 琴奨菊和弘 稀勢の里寛       | 臥牙丸勝                           | 琴奨菊和弘              |
| 2011年 （平成23年） | 11月（九州）  | 該当力士なし                | 若荒雄匡也 碧山亘右                | 稀勢の里寛              |
| 2012年 （平成24年） | 1月（初）     | 鶴竜力三郎                  | 臥牙丸勝                           | 妙義龍泰成              |
| 2012年 （平成24年） | 3月（春）     | 鶴竜力三郎                  | 豪栄道豪太郎                       | 鶴竜力三郎 豊ノ島大樹   |
| 2012年 （平成24年） | 5月（夏）     | 豪栄道豪太郎                | 栃煌山雄一郎 旭天鵬勝              | 妙義龍泰成              |
| 2012年 （平成24年） | 7月（名古屋） | 該当力士なし                | 魁聖一郎 舛ノ山大晴                | 妙義龍泰成              |
| 2012年 （平成24年） | 9月（秋）     | 栃煌山雄一郎                | 該当力士なし                       | 妙義龍泰成              |
| 2012年 （平成24年） | 11月（九州）  | 該当力士なし                | 松鳳山裕也                         | 豪栄道豪太郎            |
| 2013年 （平成25年） | 1月（初）     | 該当力士なし                | 髙安晃                             | 該当力士なし            |
| 2013年 （平成25年） | 3月（春）     | 該当力士なし                | 隠岐の海歩                         | 該当力士なし            |
| 2013年 （平成25年） | 5月（夏）     | 該当力士なし                | 該当力士なし                       | 妙義龍泰成              |
| 2013年 （平成25年） | 7月（名古屋） | 髙安晃                      | 該当力士なし                       | 該当力士なし            |
| 2013年 （平成25年） | 9月（秋）     | 豪栄道豪太郎                | 松鳳山裕也                         | 該当力士なし            |
| 2013年 （平成25年） | 11月（九州）  | 該当力士なし                | 勢翔太                             | 千代大龍秀政            |
| 2014年 （平成26年） | 1月（初）     | 該当力士なし                | 遠藤聖大                           | 該当力士なし            |
| 2014年 （平成26年） | 3月（春）     | 豪栄道豪太郎                | 嘉風雅継                           | 該当力士なし            |
| 2014年 （平成26年） | 5月（夏）     | 豪栄道豪太郎                | 勢翔太 佐田の海貴士                | 該当力士なし            |
| 2014年 （平成26年） | 7月（名古屋） | 豪栄道豪太郎                | 髙安晃                             | 該当力士なし            |
| 2014年 （平成26年） | 9月（秋）     | 逸ノ城駿                    | 逸ノ城駿                           | 安美錦竜児              |
| 2014年 （平成26年） | 11月（九州）  | 髙安晃                      | 栃ノ心剛 旭天鵬勝                  | 該当力士なし            |
| 2015年 （平成27年） | 1月（初）     | 該当力士なし                | 照ノ富士春雄                       | 該当力士なし            |
| 2015年 （平成27年） | 3月（春）     | 照ノ富士春雄                | 照ノ富士春雄                       | 該当力士なし            |
| 2015年 （平成27年） | 5月（夏）     | 該当力士なし                | 照ノ富士春雄                       | 該当力士なし            |
| 2015年 （平成27年） | 7月（名古屋） | 栃煌山雄一郎                | 嘉風雅継                           | 該当力士なし            |
| 2015年 （平成27年） | 9月（秋）     | 嘉風雅継                    | 栃ノ心剛 勢翔太                    | 嘉風雅継                |
| 2015年 （平成27年） | 11月（九州）  | 該当力士なし                | 勢翔太 松鳳山裕也                  | 嘉風雅継                |
| 2016年 （平成28年） | 1月（初）     | 豊ノ島大樹                  | 正代直也                           | 該当力士なし            |
| 2016年 （平成28年） | 3月（春）     | 琴勇輝一巖                  | 該当力士なし                       | 該当力士なし            |
| 2016年 （平成28年） | 5月（夏）     | 該当力士なし                | 御嶽海久司                         | 栃ノ心剛                |
| 2016年 （平成28年） | 7月（名古屋） | 嘉風雅継                    | 宝富士大輔 貴ノ岩義司              | 髙安晃                  |
| 2016年 （平成28年） | 9月（秋）     | 隠岐の海歩                  | 髙安晃                             | 遠藤聖大                |
| 2016年 （平成28年） | 11月（九州）  | 該当力士なし                | 正代直也 石浦将勝                  | 玉鷲一朗                |
| 2017年 （平成29年） | 1月（初）     | 貴ノ岩義司                  | 髙安晃                             | 御嶽海久司 蒼国来栄吉   |
| 2017年 （平成29年） | 3月（春）     | 髙安晃                      | 貴景勝光信                         | 該当力士なし            |
| 2017年 （平成29年） | 5月（夏）     | 御嶽海久司                  | 阿武咲奎也                         | 髙安晃 嘉風雅継         |
| 2017年 （平成29年） | 7月（名古屋） | 御嶽海久司                  | 碧山亘右                           | 該当力士なし            |
| 2017年 （平成29年） | 9月（秋）     | 貴景勝光信                  | 阿武咲奎也 朝乃山英樹              | 嘉風雅継                |
| 2017年 （平成29年） | 11月（九州）  | 貴景勝光信                  | 隠岐の海歩 安美錦竜児              | 北勝富士大輝            |
| 2018年 （平成30年） | 1月（初）     | 栃ノ心剛史                  | 阿炎政虎 竜電剛至                  | 栃ノ心剛史              |
| 2018年 （平成30年） | 3月（春）     | 栃ノ心剛史                  | 魁聖一郎                           | 遠藤聖大                |
| 2018年 （平成30年） | 5月（夏）     | 松鳳山裕也                  | 栃ノ心剛史 千代の国憲輝 旭大星託也 | 栃ノ心剛史              |
| 2018年 （平成30年） | 7月（名古屋） | 御嶽海久司                  | 豊山亮太 朝乃山英樹                | 御嶽海久司              |
| 2018年 （平成30年） | 9月（秋）     | 該当力士なし                | 該当力士なし                       | 該当力士なし            |
| 2018年 （平成30年） | 11月（九州）  | 貴景勝光信                  | 貴景勝光信 阿武咲奎也              | 該当力士なし            |
| 2019年 （平成31年） | 1月（初）     | 玉鷲一朗 御嶽海久司         | 玉鷲一朗                           | 貴景勝光信              |
| 2019年 （平成31年） | 3月（春）     | 逸ノ城駿                    | 碧山亘右                           | 貴景勝光信              |

### 令和の受賞
| 年                  | 場所          | 殊勲賞                             | 敢闘賞                                                                  | 技能賞                             |
| ------------------- | ------------- | ---------------------------------- | ----------------------------------------------------------------------- | ---------------------------------- |
| 2019年 （令和元年） | 5月（夏）     | 朝乃山英樹                         | 阿炎政虎 朝乃山英樹 志摩ノ海航洋                                        | 竜電剛至                           |
| 2019年 （令和元年） | 7月（名古屋） | 友風勇太                           | 照強翔輝                                                                | 遠藤聖大 炎鵬晃                    |
| 2019年 （令和元年） | 9月（秋）     | 御嶽海久司 朝乃山英樹              | 隠岐の海歩 剣翔桃太郎                                                   | 該当力士なし                       |
| 2019年 （令和元年） | 11月（九州）  | 大栄翔勇人                         | 正代直也                                                                | 朝乃山英樹                         |
| 2020年 （令和2年）  | 1月（初）     | 遠藤聖大 德勝龍誠                  | 正代直也 霧馬山鐵雄 德勝龍誠                                            | 北勝富士大輝                       |
| 2020年 （令和2年）  | 3月（春）     | 阿武咲奎也                         | 隆の勝伸明                                                              | 碧山亘右                           |
| 2020年 （令和2年）  | 5月（夏）     | 開催中止                           | 開催中止                                                                | 開催中止                           |
| 2020年 （令和2年）  | 7月           | 御嶽海久司 大栄翔勇人 照ノ富士春雄 | 正代直也                                                                | 照ノ富士春雄                       |
| 2020年 （令和2年）  | 9月（秋）     | 正代直也                           | 正代直也 翔猿正也                                                       | 該当力士なし                       |
| 2020年 （令和2年）  | 11月          | 該当力士なし                       | 千代の国憲輝 志摩ノ海航洋                                               | 照ノ富士春雄                       |
| 2021年 （令和3年）  | 1月（初）     | 大栄翔勇人                         | 該当力士なし                                                            | 照ノ富士春雄 大栄翔勇人 翠富士一成 |
| 2021年 （令和3年）  | 3月（春）     | 照ノ富士春雄                       | 明生力 碧山亘右                                                         | 若隆景渥                           |
| 2021年 （令和3年）  | 5月（夏）     | 該当力士なし                       | 該当力士なし                                                            | 若隆景渥 遠藤聖大                  |
| 2021年 （令和3年）  | 7月（名古屋） | 該当力士なし                       | 琴ノ若傑太                                                              | 豊昇龍智勝                         |
| 2021年 （令和3年）  | 9月（秋）     | 大栄翔勇人                         | 該当力士なし                                                            | 妙義龍泰成                         |
| 2021年 （令和3年）  | 11月（九州）  | 該当力士なし                       | 隆の勝伸明 阿炎政虎                                                     | 宇良和輝                           |
| 2022年 （令和4年）  | 1月（初）     | 阿炎政虎                           | 琴ノ若傑太                                                              | 御嶽海久司                         |
| 2022年 （令和4年）  | 3月（春）     | 該当力士なし                       | 琴ノ若傑太 髙安晃                                                       | 若隆景渥                           |
| 2022年 （令和4年）  | 5月（夏）     | 大栄翔勇人 隆の勝伸明              | 佐田の海貴士                                                            | 該当力士なし                       |
| 2022年 （令和4年）  | 7月（名古屋） | 逸ノ城駿                           | 錦富士隆聖                                                              | 該当力士なし                       |
| 2022年 （令和4年）  | 9月（秋）     | 翔猿正也 玉鷲一朗                  | 髙安晃                                                                  | 若隆景渥                           |
| 2022年 （令和4年）  | 11月（九州）  | 髙安晃                             | 阿炎政虎                                                                | 豊昇龍智勝                         |
| 2023年 （令和5年）  | 1月（初）     | 該当力士なし                       | 琴勝峰吉成                                                              | 霧馬山鐵雄                         |
| 2023年 （令和5年）  | 3月（春）     | 該当力士なし                       | 金峰山晴樹                                                              | 大栄翔勇人 霧馬山鐵雄              |
| 2023年 （令和5年）  | 5月（夏）     | 明生力                             | 該当力士なし                                                            | 霧馬山鐵雄 若元春港                |
| 2023年 （令和5年）  | 7月（名古屋） | 錦木徹也                           | 豊昇龍智勝 琴ノ若傑太 北勝富士大輝 豪ノ山登輝 湘南乃海桃太郎 伯桜鵬哲也 | 伯桜鵬哲也                         |
| 2023年 （令和5年）  | 9月（秋）     | 該当力士なし                       | 熱海富士朔太郎                                                          | 該当力士なし                       |
| 2023年 （令和5年）  | 11月（九州）  | 該当力士なし                       | 琴ノ若傑太 熱海富士朔太郎 一山本大生                                    | 該当力士なし                       |
| 2024年 （令和6年）  | 1月（初）     | 若元春港                           | 大の里泰輝                                                              | 琴ノ若傑太                         |
| 2024年 （令和6年）  | 3月（春）     | 尊富士弥輝也                       | 大の里泰輝 尊富士弥輝也                                                 | 大の里泰輝 尊富士弥輝也            |
| 2024年 （令和6年）  | 5月（夏）     | 大の里泰輝                         | 欧勝馬出気                                                              | 大の里泰輝                         |
| 2024年 （令和6年）  | 7月（名古屋） | 大の里泰輝                         | 隆の勝伸明                                                              | 平戸海雄貴                         |
| 2024年 （令和6年）  | 9月（秋）     | 若隆景渥                           | 大の里泰輝 錦木徹也                                                     | 大の里泰輝                         |
| 2024年 （令和6年）  | 11月（九州）  | 阿炎政虎                           | 隆の勝伸明                                                              | 若隆景渥                           |
| 2025年 （令和7年）  | 1月（初）     | 該当力士なし                       | 霧島鐵力 金峰山晴樹                                                     | 王鵬幸之介                         |
| 2025年 （令和7年）  | 3月（春）     | 該当力士なし                       | 美ノ海義久 安青錦新大                                                   | 髙安晃                             |
| 2025年 （令和7年）  | 5月（夏）     | 該当力士なし                       | 安青錦新大 佐田の海貴士                                                 | 霧島鐵力 若隆景渥                  |
| 2025年 （令和7年）  | 7月（名古屋） | 玉鷲一朗 琴勝峰吉成                | 草野直哉 藤ノ川成剛 琴勝峰吉成                                          | 安青錦新大 草野直哉                |

### 三賞受賞回数
2025年3月場所終了現在
| 順位 | 四股名         | 最高位 | 三賞受賞回数 | 殊勲賞 | 敢闘賞 | 技能賞 |
| ---- | -------------- | ------ | ------------ | ------ | ------ | ------ |
| 1位  | 安芸乃島勝巳   | 関脇   | 19           | 7      | 8      | 4      |
| 2位  | 琴錦功宗       | 関脇   | 18           | 7      | 3      | 8      |
| 3位  | 魁皇博之       | 大関   | 15           | 10     | 5      | 0      |
| 4位  | 鶴ヶ嶺昭男     | 関脇   | 14           | 2      | 2      | 10     |
| 4位  | 朝潮太郎 (4代) | 大関   | 14           | 10     | 3      | 1      |
| 4位  | 貴闘力忠茂     | 関脇   | 14           | 3      | 10     | 1      |
| 7位  | 武双山正士     | 大関   | 13           | 5      | 4      | 4      |
| 7位  | 土佐ノ海敏生   | 関脇   | 13           | 7      | 5      | 1      |
| 7位  | 琴光喜啓司     | 大関   | 13           | 2      | 4      | 7      |
| 7位  | 髙安晃         | 大関   | 13           | 4      | 6      | 3      |

- 三賞は大関以上の力士は受賞できないため、最高位が関脇の実力者や大関に昇進するのに時間のかかってしまった力士は三賞受賞回数が多くなっている。同様の理由でスピード出世で大関になった力士は受賞が少なく、大鵬と北の湖は三賞合計で各3回である。逆に横綱昇進者で最も受賞回数が多いのは北勝海の11回である。

### 三賞トリプル受賞
1場所で殊勲賞・敢闘賞・技能賞の全てを受賞した力士はこれまでに6人いる。このうち、貴花田、出島、尊富士は同時に幕内最高優勝も果たしている。琴光喜はトリプル受賞の翌年の2001年9月場所に幕内最高優勝を経験しているが、この時は殊勲賞と技能賞のダブル受賞にとどまった。
三賞トリプル受賞は、その場所に三賞を受賞した力士が1人だけとなった場合は「三賞独占」とも言われる。
選考の傾向としては、一つの賞ごとに独立して力士を選ぶ、というより他の受賞力士との兼ね合いから決まることも多い。例えば最も活躍したAと次点のBがいた場合、一賞ごとに選ぶと全部Aが受賞してしまう可能性が濃いが、全体のバランスを考慮して敢闘賞だけはBを選ぶということである。このため、よほどの大活躍をしない限りトリプル受賞は難しい。
| 場所           | 地位         | 四股名       | 成績     |
| -------------- | ------------ | ------------ | -------- |
| 1973年7月場所  | 東関脇       | 大受久晃     | 13勝2敗  |
| 1973年9月場所  | 西前頭11枚目 | 大錦充周     | 11勝4敗  |
| 1992年1月場所  | 東前頭2枚目  | 貴花田光司   | 14勝1敗◎ |
| 1999年7月場所  | 西関脇       | 出島武春     | 13勝2敗◎ |
| 2000年11月場所 | 西前頭9枚目  | 琴光喜啓司   | 13勝2敗  |
| 2024年3月場所  | 東前頭17枚目 | 尊富士弥輝也 | 13勝2敗◎ |

- ◎は優勝。

### 大関陥落力士の三賞受賞
1969年7月場所に「大関の地位で2場所連続で負け越した場合、関脇へ降格する。しかし降格した直後場所で、関脇の地位で10勝以上の勝ち星を挙げれば、特例として大関に復帰できる」という現行の制度ができて以降、大関を陥落した力士が三賞を受賞した記録は以下の通りである。なお、降格直後場所に関脇で三賞を受賞した力士は、10勝以上して大関特例復帰に成功した7例（三重ノ海・貴ノ浪・武双山・栃ノ心・貴景勝と、栃東は2度復帰）も含めてまだ出ていない。ただし、2019年9月場所において貴景勝が関脇に降格し10勝を挙げ、さらに12勝で優勝をした御嶽海と優勝決定戦に臨んだことから技能賞の候補にあがったが、先場所は大関の地位にいたことで受賞は見送られている。
| 場所           | 地位         | 四股名       | 成績     | 三賞           |
| -------------- | ------------ | ------------ | -------- | -------------- |
| 1976年5月場所  | 西前頭6枚目  | 魁傑將晃     | 10勝5敗  | 敢闘賞         |
| 1976年9月場所  | 西前頭4枚目  | 魁傑將晃     | 14勝1敗◎ | 敢闘賞         |
| 1976年11月場所 | 西関脇       | 魁傑將晃     | 11勝4敗  | 敢闘賞         |
| 1977年1月場所  | 西関脇       | 魁傑將晃     | 11勝4敗  | 敢闘賞         |
| 2002年11月場所 | 東前頭筆頭   | 貴ノ浪貞博   | 10勝5敗  | 敢闘賞         |
| 2005年11月場所 | 東前頭4枚目  | 雅山哲士     | 10勝5敗  | 敢闘賞         |
| 2006年5月場所  | 西関脇       | 雅山哲士     | 14勝1敗○ | 殊勲賞・技能賞 |
| 2007年5月場所  | 東前頭10枚目 | 出島武春     | 12勝3敗  | 敢闘賞         |
| 2009年11月場所 | 西前頭9枚目  | 雅山哲士     | 12勝3敗  | 敢闘賞         |
| 2020年7月場所  | 東前頭17枚目 | 照ノ富士春雄 | 13勝2敗◎ | 殊勲賞・技能賞 |
| 2020年11月場所 | 東小結       | 照ノ富士春雄 | 13勝2敗○ | 技能賞         |
| 2021年1月場所  | 東関脇       | 照ノ富士春雄 | 11勝4敗  | 技能賞         |
| 2021年3月場所  | 東関脇       | 照ノ富士春雄 | 12勝3敗◎ | 殊勲賞         |
| 2022年3月場所  | 東前頭7枚目  | 髙安晃       | 12勝3敗○ | 敢闘賞         |
| 2022年9月場所  | 西前頭4枚目  | 髙安晃       | 11勝4敗  | 敢闘賞         |
| 2022年11月場所 | 東前頭筆頭   | 髙安晃       | 12勝3敗○ | 殊勲賞         |
| 2025年1月場所  | 西前頭筆頭   | 霧島鐵力     | 11勝4敗  | 敢闘賞         |
| 2025年3月場所  | 東前頭4枚目  | 髙安晃       | 12勝3敗○ | 技能賞         |
| 2025年5月場所  | 西関脇       | 霧島鐵力     | 11勝4敗  | 技能賞         |

- ◎は優勝。○は優勝同点。
- 魁傑は1977年3月場所で大関へ復帰。
- 照ノ富士は2021年5月場所で大関へ復帰。

### 全三賞該当者無し（三賞受賞者ゼロ）の場所
2018年9月場所において、三賞制度制定以来初めて、三賞“全て該当者なし（受賞者ゼロ）”の事例となった。敢闘賞候補に竜電・貴景勝、技能賞候補には嘉風の名前が挙がったものの、選考委員の過半数の賛成が得られなかったことによる。この場所は3横綱3大関が全員皆勤し9勝以上、関脇・小結も玉鷲を除いた全員が勝ち越しのハイレベルな成績で、関脇以下の最高成績は嘉風の11勝にとどまっている。
また、それ以前にも以下の事例であわや全三賞該当者なしになりかけていた。いずれも候補力士が千秋楽の取組で勝利し全三賞該当者無しは免れている。
1994年11月場所は、千秋楽の幕内取組前の時点で三賞受賞が決定した力士が一人もいない事態となり、この場所再入幕の浪乃花が千秋楽の取組で勝利し10勝すれば、敢闘賞という条件付きだった。
また、2013年3月場所は、千秋楽の幕内取組前の時点で三賞受賞が決定した力士が一人もいない事態となり、この場所白鵬の優勝が決定する13日目まで優勝争いに絡んだ隠岐の海が千秋楽の取組で勝利し11勝すれば敢闘賞、横綱・日馬富士を破った金星のほかに2大関を破った銀星が評価された豊ノ島が千秋楽の取組で勝利し勝ち越せば殊勲賞という条件付きだった。結果隠岐の海は勝って受賞し、豊ノ島は負けて逃した。

### 他力条件付きの受賞
1996年1月場所千秋楽の三賞選考会で、当該力士以外の力士の結果も加えて受賞条件とするという事例が起こった。剣晃は優勝を争っている大関の貴ノ浪に勝利していたが、7勝7敗で千秋楽を迎えていた。選考会でこの剣晃について、九重親方が「優勝力士に土をつけた力士に何もあげないのはおかしい」と唱え、次の条件付きで剣晃に敢闘賞を授与すると決定した。まず剣晃が千秋楽に勝って勝ち越すこと。そして、貴ノ浪が優勝した場合に限って敢闘賞を剣晃に授与するとなった。結果、剣晃は千秋楽に勝ち越しを決め、貴ノ浪も貴乃花との優勝決定戦を制して優勝し、剣晃は敢闘賞を受賞した。このような他力条件付きの受賞は史上初めてであった。その後長らくこのような条件での受賞は無かったが、2019年7月場所で当時大関から陥落していた琴奨菊がこの場所優勝争いをしていた白鵬に勝利しており、7勝7敗で迎えた千秋楽で琴奨菊が勝利して勝ち越し、なおかつ白鵬が優勝した場合殊勲賞を受賞という前例の剣晃と全く同じ条件となった。しかし琴奨菊は対戦相手の阿炎の立ち会い変化で敗れてしまい受賞を逃す結果となった（ちなみに白鵬もその後結びで鶴竜に敗れた）。

### 途中休場がある力士の受賞
2019年1月場所で、2横綱（稀勢の里・鶴竜）および同場所を制する関脇・玉鷲を下した後に途中休場し、再出場後に残りの横綱・白鵬を下したうえ勝ち越した小結・御嶽海が、皆勤できなかった力士としては初めて受賞（殊勲賞）した。

### 千秋楽不戦勝で条件を達成した力士の受賞
2022年7月場所で、錦富士に「千秋楽に北勝富士に勝って10勝を達成すれば敢闘賞受賞」という条件が付けられたが、千秋楽に北勝富士は新型コロナウイルス感染により休場したため不戦勝。千秋楽不戦勝で受賞条件を達成した事例は異例中の異例。

### 成績によって授与される賞が確定
2019年9月場所では、千秋楽まで優勝の可能性を残した関脇・御嶽海に対して「優勝すれば殊勲賞受賞、優勝できなければ敢闘賞受賞」と、三賞1つということは変わらないが、授与される賞が成績によって変わる決定がなされた。この場所は14日目が終わった時点で御嶽海含む11勝3敗の3人に優勝の可能性が残り、このうち関脇・貴景勝（三賞なし）と平幕・隠岐の海（敢闘賞は無条件、殊勲賞は優勝すれば受賞）が3敗同士の直接対決のため、御嶽海が優勝できるのは本割、優勝決定戦を連勝する場合に限られ、どちらかで敗れた場合は優勝できないため、敢闘賞受賞は千秋楽に敗れることが事実上の条件となった。結果、御嶽海は優勝したため殊勲賞受賞となった。

### 最多受賞人数記録
2023年7月場所においては、錦木の殊勲賞、伯桜鵬の敢闘賞と技能賞の二冠と北勝富士の敢闘賞は無条件で確定。さらに千秋楽の取り組みに勝てばという前提で、豊昇龍、琴ノ若、豪ノ山、湘南乃海の最大4人を敢闘賞に追加するとしたが、千秋楽で当該4人全員が勝利を収めたため、7人（延8人、伯桜鵬は二冠）が三賞を受賞した。それまでの最多は5人（1998年5月場所、2020年1月場所）である。